# Herrenweide
Koordinaten: 49° 49′ 50″ N, 8° 14′ 42″ O
Das Naturschutzgebiet Herrenweide liegt im Landkreis Mainz-Bingen in Rheinland-Pfalz.
Das etwa 22 Hektar große Gebiet, das im Jahr 1990 unter Naturschutz gestellt wurde, erstreckt sich südwestlich der Ortsgemeinde Friesenheim entlang der Selz. Unweit östlich verläuft die Landesstraße 425 und nördlich die Bundesstraße 420.
Das Gebiet, das im LSG „Selztal“ liegt, umfasst einen Bereich der Selzniederung mit naturnahem Bachlauf, Gehölzbeständen, Hochstaudensäumen, Mähwiesen, Nassbrache und Schilfbeständen sowie grundfeuchten Ackerflächen.